# Pseudomusonia
Pseudomusonia es un género de mantis (insecto del orden Mantodea) de la familia Thespidae. 

## Especies
Contiene las siguientes especies:
- Pseudomusonia fera
- Pseudomusonia lineativentris
- Pseudomusonia maculosus
- Pseudomusonia rapax